# Baldenhofen
Baldenhofen ist ein Wohnplatz in der Gemarkung Christazhofen, einem Ortsteil der Gemeinde Argenbühl im baden-württembergischen Landkreis Ravensburg.

## Geschichte
Der Ort wurde erstmals im Jahr 1182 urkundlich erwähnt. Der Ortsname stammt von einem Personennamen ab. Entstanden ist der Ort vermutlich im 8./9. Jahrhundert. Zwischen 1182 und 1298 war Baldenhofen Sitz von Edelfreien, deren Güter anschließend an das Kloster Mehrerau verkauft wurden. Im Jahr 1397 kaufte ein Isnyer Bürger den Burgstall im Ort. Um das Jahr 1700 waren nur Eigengüter in Baldenhofen verzeichnet. Mit der Vereinödung im Jahr 1767, entstanden die Orte Hinterberg, Lutzeney, Unterstaig und Witzenstaig.